# Joe Bonamassa
Joe Bonamassa (Utica, 8 maggio 1977) è un chitarrista e cantautore statunitense.
Chitarrista esordiente negli anni novanta con i Bloodline e successivamente come artista solista, è diventato uno fra i più apprezzati chitarristi del contemporaneo panorama musicale blues/rock grazie alla sua notevole tecnica, pulizia del suono e professionalità in studio. Ha saputo incamerare la "vecchia scuola" del blues degli albori, riproponendola con caratteri ed idee moderne e all'avanguardia.

## Biografia
Ha iniziato a suonare musica classica finché scoprì il blues. All'età di soli 12 anni ha partecipato a un tour di B.B. King. Tra le sue influenze, come ricorda egli stesso nelle sue interviste, si trovano personaggi molto importanti all'interno della scena chitarristica blues rock britannica, tra cui Eric Johnson, Gary Moore, Jeff Beck, Jimmy Page, Peter Green e Rory Gallagher, tra cui i maggiori esponenti del blues americano, prevalentemente B.B. King e Stevie Ray Vaughan.
Nel maggio del 2009 ha ospitato Eric Clapton durante un suo concerto a Londra alla Royal Albert Hall, poi edito su DVD. Nel giugno 2010 ha partecipato al Crossroads Guitar Festival a Chicago, raduno del gotha dei chitarristi, organizzato a scopo di beneficenza da Eric Clapton.
Ha formato con Jason Bonham (figlio del celebre John Bonham, batterista dei Led Zeppelin), Derek Sherinian (ex Dream Theater) alle tastiere, e al basso e voce Glenn Hughes (ex Deep Purple e Black Sabbath) il supergruppo rock Black Country Communion, con il quale ha pubblicato il 20 settembre 2010 l'omonimo album di debutto, seguito il 13 giugno 2011 dal secondo album 2. Nel 2012 sono invece usciti l'album dal vivo Live Over Europe e il terzo in studio Afterglow. Il 22 settembre 2017 viene pubblicato l'album del ritorno: BCCIV.
Ha collaborato con numerosi artisti e gruppi come Buddy Guy, B.B. King, Paul Rodgers, Jack Bruce, Joe Cocker, Gregg Allman, Eric Johnson, Warren Haynes, Foreigner, Beth Hart (con la quale ha inciso tre album), Danny Gatton (che fu il suo mentore quando aveva 13 anni) e molti altri.
Nel 2022 viene chiamato da Alan Parsons a partecipare alla realizzazione del suo album From the New World, in cui suona la chitarra, e ne effettua gli assoli, nei brani Give 'Em My Love e I Won't Be Led Astray.

## Strumentazione e Stile
È endorser Gibson, anche se fa uso di chitarre Fender, Music Man, Chandler, Gretsch e tante altre. Ad oggi possiede una preziosa collezione di Gibson Les Paul della "golden era" che include due Gold Top del 1957 (7 3941 "Major Tom" e 7 3945), cinque "Burst" del 1959 (9 0829 "Magellan", 9 1948 "Linny", 9 1951 "Principal Skinner", 9 1953 "Carmelita" e 9 1688 "Spot") e cinque del 1960 (0 0137 "Batman", 0 0221 "Lucky 7", 0 7453 "The Runt", 0 7589 "Johnny Fever" e 0 8089 "The Two Sisters Burst"). Un'altra chitarra che va citata è sicuramente la sua Gold Top personalizzata. Nel 2011, Joe ha realizzato con il Gibson Custom Shop una chitarra che è un ibrido tra la Les Paul e la Firebird: la chitarra si chiama Gibson Bonabyrd. La Bonabyrd ha il body della Les Paul (con solo il pickup al ponte) e il manico della Les Paul con la paletta reverse della Firebird. Nel 2015 ne ha realizzata un'altra simile ma stavolta, invece che in colorazione Burst, in colorazione Pelham Blue Aged e, soprattutto, con due pickup invece che uno.
Per quanto concerne la tecnica chitarristica, il suo stile è perfettamente svelto e preciso. È ispirato da bluesman come Stevie Ray Vaughan, Eric Clapton, Albert King e molti altri, ma anche da generi oltre il blues come il neoclassical, flamenco e heavy metal.

## Discografia

### Da solista
Album in studio
- 2000 – A New Day Yesterday
- 2002 – So, It's Like That
- 2003 – Blues Deluxe
- 2004 – Had to Cry Today
- 2006 – You & Me
- 2007 – Sloe Gin
- 2009 – The Ballad of John Henry
- 2010 – Black Rock
- 2011 – Dust Bowl
- 2011 – Don't Explain (con Beth Hart)
- 2012 – Driving Towards the Daylight
- 2013 – Seesaw (con Beth Hart)
- 2014 – Different Shades of Blue
- 2015 – Ooh Yea - The Betty Davis Songbook (con Mahalia Barnes & The Soul Mates)
- 2016 – Blues of Desperation
- 2018 – Black Coffee (con Beth Hart)
- 2018 – Redemption
- 2020 – Royal Tea
- 2021 – Time Clocks
- 2022 – Road to Redemption
- 2023 – Blues Deluxe Vol. 2
- 2025 – Breakthrough

Album dal vivo
- 2002 – A New Day Yesterday Live
- 2006 – Live at Rockpalast
- 2007 – Shepherds Bush Empire
- 2008 – Live from Nowhere in Particular
- 2009 – Live from the Royal Albert Hall
- 2012 – Beacon Theatre: Live from New York
- 2013 – Rock Candy Funk Party: We Want Groove
- 2013 – An Acoustic Evening at the Vienna Opera House
- 2013 – Tour de Force: Live from the Borderline
- 2013 – Tour de Force: Live from the Shepherd's Bush Empire
- 2013 – Tour de Force: Live from the Hammersmith Apollo
- 2013 – Tour de Force: Live from the Royal Albert Hall
- 2013 – Live in Amsterdam (con Beth Hart)
- 2015 – Live at Radio City Music Hall
- 2015 – Muddy Wolf at Red Rocks
- 2016 – Live at Carnegie Hall
- 2016 – Live at the Greek Theatre
- 2018 – British Blues Explosion Live
- 2019 – Live at the Sydney Opera House
- 2021 – Now Serving: Royal Tea Live from the Ryman
- 2023 – Tales of Time
- 2024 – Live at the Hollywood Bowl with Orchestra

### Con i Black Country Communion
- 2010 – Black Country Communion
- 2011 – 2
- 2011 – Live Over Europe
- 2012 – Afterglow
- 2017 – BCCIV
- 2024 – V